# Hedwig Hagemann

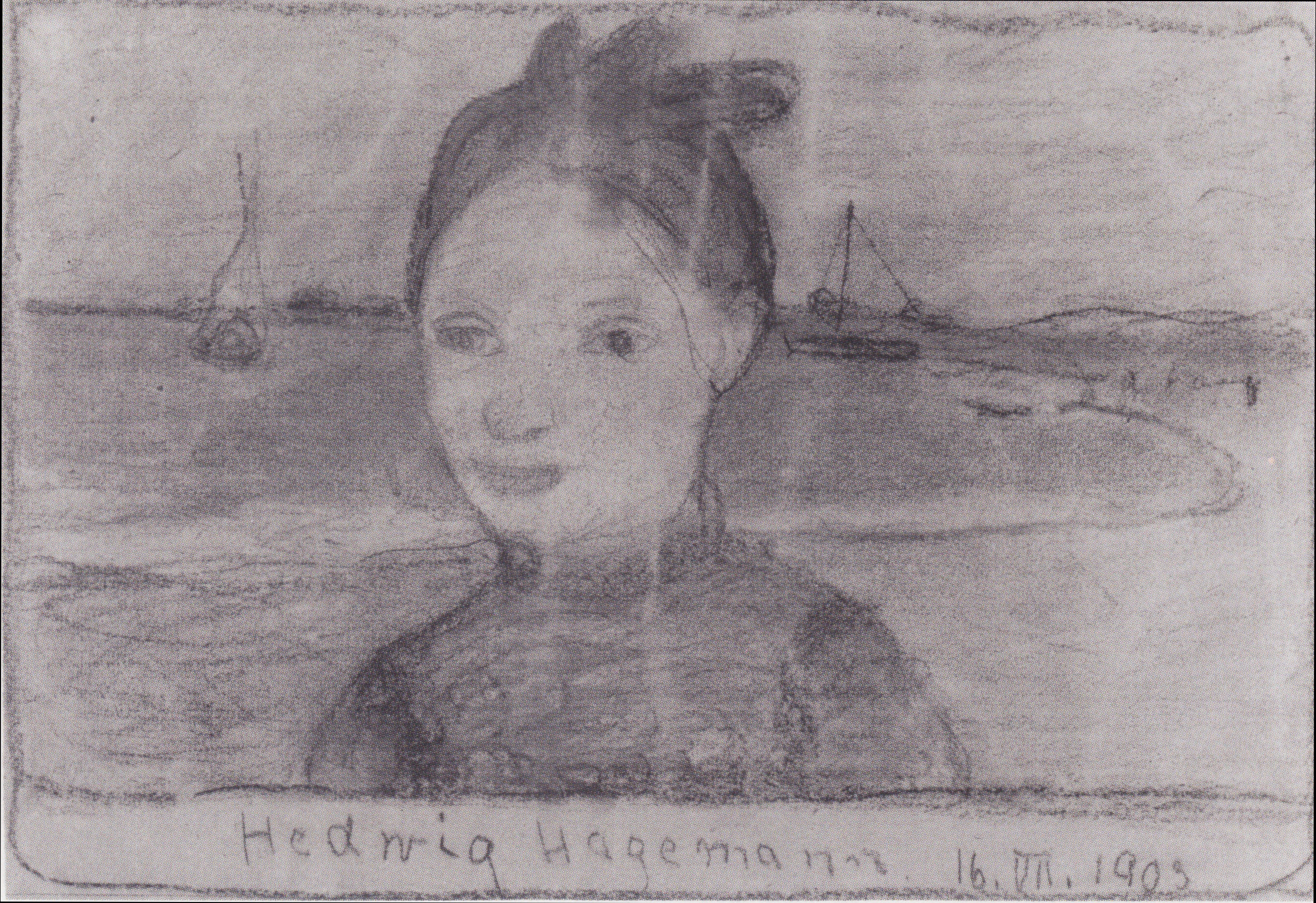
Hedwig Hagemann på teckning av Paula Modersohn-Becker.

Hedwig Hagemann-Boese, född 29 april 1882, död 8 februari 1947, var en tysk författare och gymnastikterapeut.

## Biografi
Hedwig Hagemann utbildades i Bess Mensendiecks skola till gymnastiklärare och startade 1914 en egen skola i Hamburg för gymnastik och kroppskultur för kvinnor. Hon blev ledande inom området i Tyskland sedan Bess Mensendieck 1915 rest till USA. Hagemann lämnade också Mensendieck-förbundet 1918, och tog initiativ till ett eget förbund.
Hon samarbetade med Fritz Giese i arbetet med en bok, Weibliche Körperbildung, som utgavs 1920. Boken innehöll också bidrag från läkare, dansare, konsthistoriker, bland annat, dr. Carl Hagemann Ellen Petz och Dorothee Günther. 
Bess Mensendieck återvände till Tyskland år 1922 och stördes av att hennes system hade förändrats. Hon anklagade i synnerhet Hedwig Hagemann, som 1927 svarade med en ny bok, Über Körper und Seele der Frau, där hon klargjorde skillnaderna mellan det "gamla" och det "nya". 
Hagemann hade en social ambition. Hon ville omvandla Mensendiecks gymnastik från en "lyx för privilegierade kvinnor" till en befrielse för vanliga "kvinnor trötta av ansträngningar i det dagliga arbetet". Hon ville dessutom lämna den strikt rationella medicinska hållningen för en mer naturromantisk andlig helhetssyn. Gymnastiken skulle inriktas på "helheten av kroppen i förhållande till platsen" – den äldre inriktningen på isolerad perfektion av enskilda kroppsdelar och muskler skulle brytas (s. 47–48).  
I hennes nya system utfördes kvinnornas övningar ofta i grupp. Vissa skulle ske i nakenhet och nödvändigt genomföras utomhus i idyllisk natur. Övningar finns dokumenterade i filmen Wege zu Kraft und Schönheit, från 1925, där elever från hennes skola medverkar.
Hedwig Hagemann var vid sidan av exempelvis Bess Mensendieck, Anna Müller-Herrmann, Hedwig Kallmeyer, Hedwig van Rohden, Hertha Feist och Dora Menzler en av de ledande representanterna för dåtidens nya kvinnliga gymnastik. Även om hennes nya system för hela kroppen introducerade många dansliknande rörelser, förblev hon en motståndare till musik vid rörelserna. En av hennes elever, Dorothee Günther, som år 1924 tillsammans med Carl Orff bildade ”Günther-Schule” i München kom dock integrera Hagemanns tänkande i tidens nya fridans.